# La vita è bella (1979)
La vita è bella (em russo: Жизнь прекрасна; romaniz.: Zhizn prekrasna) é um filme ítalo-soviético do género drama, realizado e escrito por Grigori Chukhrai.

## Elenco
- Giancarlo Giannini como Antonio Murillo
- Ornella Muti como Maria
- Stefano Madia como Paco
- Enzo Fiermonte como Tio de Maria
- Luigi Montini